# Phelotrupes bolm
Phelotrupes bolm är en skalbaggsart som beskrevs av Kral, Karl Franz Josef Malý och Schneider 2001. Phelotrupes bolm ingår i släktet Phelotrupes och familjen tordyvlar. Inga underarter finns listade i Catalogue of Life.